# 시라타키촌 (홋카이도)
시라타키촌(일본어: 白滝村)은 일본 홋카이도 아바시리 지청의 중서부에 위치햇던 촌이다. 2005년 10월 1일에, 이쿠타하라정, 엔가루정, 마루셋푸정이 신설합병해 엔가루정의 일부가 되었다.

## 지리
사방이 산으로 둘러싸여 있다. 서쪽은 가미카와 지청과 맞닿아 있다. 마을 중부를 동서로 유베쓰강이 흐르고, 이를 따라 국도 333호, 석북 본선이 지나간다.
마을 이름의 유래가 된 시라타키는 촌 서부의 시모시라타키 신호장(구 시모시라타키역) 부근에 있다.

## 역사
- 1946년 8월 1일 - 엔가루정에서 마루셋푸촌과 함께 분촌해, 시라타키촌이 되었다.
- 2005년 10월 1일 - 이쿠타하라정, 엔가루정, 마루셋푸정이 신설합병해 엔가루정이 되었다.

## 교통

### 철도
- 홋카이도 여객철도 세키호쿠 본선

### 도로
- 국도 333호선